# 아미노정
아미노정(일본어: 網野町)은 일본 교토부 다케노군에 놓여졌던 정이다. 교토부 북부 지역이나 단고 지방에 포함된다. 2004년 4월 1일에는 주변 5개 마을과 합병하여 교탄고시가 성립해 아미노정은 폐지되었다.

## 상징
정장은 조화를 이루면서도 한없이 발전하는 이미지를 도안화했다.
정의 나무는, 아미노정의 경승지인 교토비키하마 등 해안선의 백사청송을 상징하는 소나무이며, 마을의 꽃은 튤립."활기와 윤기 있는 살기 좋은 길 만들기"를 모토로 내걸고 단고 크레이프 생산의 중심지로서의 산업 진흥과 일본해에 접한 풍부한 관광 자원을 활용한 대도시 근교의 휴양지로 계절을 가리지 않는 관광·레크리에이션의 거점화를 목표로 하였다.

## 역사
- 1889년 4월 1일 - 정촌제 시행에 의해 아미노촌이 성립하였다.
- 1900년 5월 1일 - 아미노촌이 정으로 승격해 아미노정 (제1차)이 되었다.
- 1904년 4월 1일 - 아미노정이 아사모가와촌과 합병해 새로운 아미노정 (제2차)이 되었다.
- 1927년 3월 7일 - 기타 단고 지진(단고 대지진)이 발생해.  아미노정에서는 293명이 사망했다.
- 1950년 4월 1일 - 하마즈메촌, 기쓰촌, 고촌, 시마즈촌과 합병해 새로운 아미노정 (제3차)이 성립하였다. 1955년(쇼와 30년)의 인구 조사에 의한 인구는 18,626명으로, 교토부에서 가장 큰 정이었다[
- 2004년 4월 1일 - 단고정, 야사카정, 나카군 미네야마정, 오미야정, 구마노군 구미하마정과 합병해 교탄고시가 성립하였다. 동일 아마노정은 폐지되었다.

## 인구와 가구수
| 인구의 변천 | 인구의 변천 | 인구의 변천 |  |
| ----------- | ----------- | ----------- |  |
| 1970년      | 19,048명    |             |  |
| 1975년      | 19,218명    |             |  |
| 1980년      | 18,823명    |             |  |
| 1985년      | 18,112명    |             |  |
| 1990년      | 17,269명    |             |  |
| 1995년      | 16,696명    |             |  |
| 2000년      | 16,056명    |             |  |

| 가구수의 변천 | 가구수의 변천 | 가구수의 변천 |  |
| ------------- | ------------- | ------------- |  |
| 1970년        | 4,394가구     |               |  |
| 1975년        | 4,639가구     |               |  |
| 1980년        | 4,719가구     |               |  |
| 1985년        | 4,759가구     |               |  |
| 1990년        | 4,768가구     |               |  |
| 1995년        | 4,822가구     |               |  |
| 2000년        | 4,966가구     |               |  |

## 교통

### 철도
- 기타킨키 탱고 철도
  - 미야즈 선

### 도로
- 국도 178호선